# Vidai
Vidai ist eine Gemeinde im französischen Département Orne in der Normandie. Sie gehört zum Arrondissement Alençon und zum Kanton Écouves. Nachbargemeinden sind Barville im Nordwesten, Saint-Julien-sur-Sarthe im Norden und Pervenchères im Osten, im Süden und im Westen.

## Bevölkerungsentwicklung
| Jahr      | 1962 | 1968 | 1975 | 1982 | 1990 | 1999 | 2008 | 2015 | 2020 |
| --------- | ---- | ---- | ---- | ---- | ---- | ---- | ---- | ---- | ---- |
| Einwohner | 83   | 76   | 62   | 55   | 40   | 62   | 74   | 88   | 90   |